# Джордж Гоманс
Джордж Каспар Гоманс (англ. George Casper Homans; 11 серпня 1910, Бостон — 29 травня 1989, Кембридж) — американський соціолог, представник біхевіористської соціології, професор Гарвардського університету, президент Американської соціологічної асоціації, автор соціальної теорії обміну.

## Біографія
Видав автобіографію у 1984 року Джордж Гоманс народився 2 серпня 1910 року в США в м. Бостон. В 1928 році, продовжуючи сімейну традицію, вступає у Гарвардський коледж. Гоманса цікавила більше мікросоціологія, тобто прикладна соціологія, ніж теоретична. Він проводив чимало досліджень в соціології, психології та історії. На першу роботу Гоманса у співавторстві з Чарльзом П.Кертісом «Введення в Парето» справили вплив лекції Л.Дж. Хендерсона і В.Парето. В 1939 році став членом Гарвардського факультету, пожиттєвої приналежності, на якому він викладав соціологію і середньовічну історію. В 1941 році Д.Гоманс пішов на службу у ВМС США для підтримки війни. У 1946 році повертається до викладання в університеті спочатку на посаду доцента, а після 1953 року — професора в Університеті Манчестера. З 1955—1956 рік викладав у Кембриджському університеті, а також в університеті Кента, В 1960-ті розробив найвідомішу свою теорію соціального обміну. В 1964 році був обраний президентом Американської соціологічної асоціації. У 1970 році пішов у відставку.
Основні роботи: «Людська група»(1950) (The Human Group); «Соціальна поведінка: її елементарні форми» (1961)(Social Behavior: Its Elementary Forms); «Природа соціальної науки» (1967)(Homans G. C. The nature of social sciences.)

## Основні ідеї
Д.Гоманс критикував структурних функціоналістів. На відміну від Е.Дюркгейма, Гоманс вважав, що соціальні явища слід пояснювати через психологічне, а не соціальне. Не можна відкидати психологію, як це робив Дюркгейм. Соціальні факти викликають індивідуальні реакції, що в свою чергу ведуть до появи нових фактів. Але вирішальним фактором є поведінка, а не соціальний факт. По-перше, Е.Дюркгейм трактував пояснення, як просте виявлення причин. На думку Гоманса, цього недостатньо. Потрібно також пояснювати зв'язок між причиною і наслідком і обов'язково враховувати психологічний фактор.
Гоманс критикував і послідовників Е.Дюркгейма — Леві-Строса за зневажання індивідуального і психологічного в організації соціальної дії. По-друге, структуралізм підмінює аналіз обміну між індивідами різними формами усуспільненого обміну, залишаючи поняття обміну всякого змісту. По-третє, критикує точку зору, згідно з якою, різні форми обміну символічно відтворюють соціальні інститути.
Структурний функціоналізм, зокрема Т.Парсонса, критикував за їх пояснення інститутів. Заперечував функціональне пояснення інститутів: те, що інститут взаємопов'язаний з іншими інститутами ще не означає, що він існує. По-друге, не погоджувавася зі структурним поясненням інститутів: що інститути існують, оскільки без них не могло б існувати суспільство. За Гомансом, всі людські інститути є продуктами процесів історичної зміни. Маючи достатню фактичну інформацію і намагаючись використовувати передумови нашої слабкої дедуктивної системи, ми знаходимо постулати не про взаємовідносини інститутів, як в структурному типі пояснення, і не про умови виживання суспільства, як в функціональном типі пояснення, але постулати про поведінку людини як людини. Тобто психологічні постулати: історія і психологія, по суті, єдині. Соціальна структура в розумінні Гоманса складається з елементарних форм поведінки і постійно змінюється у відповідь на зміни цієї поведінки в агрегаціях. Він доводив, що схожі поведінки досить великого числа людей можуть трансформувати наявні соціальні структури та інститути. «Часом великі повстання і революції ламали інституційні рамки, розбивали правила соціальної поведінки»

## Теорія обміну
Теорія обміну Гоманса — спроба застосувати принципи біхевіоризму до завдань соціології.
Гоманс визанавав, що його теорія обміну витікає з поведінкової психології і елементарної економіки. Гоманс погоджувався з тим, що він є «психологічним редукціоністом». Редукціонізм, з точки зору дослідника, є «демонстрація того, як положення однієї науки [в даному випадку соціології] логічно ви тікає з загальніших положень іншої науки [в даному випадку психології]»
Отже, істинна соціологія, на думку Хоманса спираєтся на психологічні принципи. Вони є психологічними за двома причинами: По-перше, «Вони вводяться і емпірично перевіряються психологами», по-друге, «Вони є постулатами про поведінку окремої людини, а не постулатом групи чи суспільства; поведінка людини як людини вважається сферою психології». Теорія обміну фокусується на психології і елементарних формах соціального життя.
За Гомансом: «соціологія має справу з соціальною поведінкою як діяльністю обміну, яка відчутна або невловима і більш чи менш цінна між щонайменше двома особами». «Соціологія вивчає соціальну поведінку, при якій дія кожної з щонайменше двох тварин підкріплює (або подавлює) дію іншої і при якій, відповідно, кожна впливає на іншу».
Фундамент теорії обміну становлять розроблені Гомансом постулати.

### Постулат успіху
«Чим частіше схвалюються людські дії, тим імовірніше їх відтворення». В цілому поведінка, відповідно постулату успіху, містить у собі три стадії: 1) дія людини, 2) заохочений результат і 3) повторення початкової дії або принаймні схожої дії.

### Постулат стимулу
«Якщо в минулому той чи інший стимул (або сукупність стимулів) був пов'язаний з винагородою вчинку, то чим більше схожі на нього інші стимули, тим імовірніше, що людина відтворить той самий або подібний вчинок»

### Постулат цінності
«Чим ціннішим видається людині результат її дії, тим з більшою ймовірністю вона повинна відтворити цю дію»

### Постулат депривації— перенасичення
«Чим більшу вигоду має людина від своїх вчинків, тим більш імовірно, що вона повторить ці вчинки» .
Вигода в соціальному обміні — це переважання обсягу винагороди над ціною, яку довелося заплатити. Ціна поведінки — це усвідомлення індивідом втрати винагороди внаслідок своєї попередньої поведінки.

### Постулат агресії — схвалення
Постулат «А»: «У випадку, якщо дія не викличе очікуваної винагороди або, навпаки, викличе несподіване покарання, то діючий суб'єкт випробує почуття гніву: зросте ймовірність, що ціннішим для нього виявиться агресивна поведінка».
Постулат «В»: «Коли дія людини отримує очікуване схвалення, або ще краще — більше схвалення, ніж вона очікувала, або не призводить до очікуваного покарання, то вона відчуває почуття задоволення; більш імовірно, що вона відтворить схвалену поведінку, оскільки вона буде для неї ціннішою».

### Постулат раціональності
«При виборі між альтернативними діями індивід обере ту, для якої цінність результату, помножена на ймовірність його отримання, найбільша»

## Критика теорії обміну
Гоманса критикували за замкнення на двоособистісному обміні, за ігнорування більш масштабних моделей обміну.
Найбільшої критики теорії Гоманса завдав Талкотт Парсонс з позиції парадигми соціальних фактів:
1. Гоманс схильний розмивати різницю між поведінкою людей і поведінкою тварин.
2. Психологічні принципи не можуть пояснити соціальні факти.
3. Гоманс не показав, як застосовувати психологічні принципи на соціальному рівні.

### Критика теорії обміну
- Abrahamson B. Homans on exchange // Amer. J. Sociol. 1970.V. 76. P. 273—284.
- Mitchell J. N. Social exchange, dramaturgy and ethnometho-dology: Toward a paradigmatic synthesis. N.Y., 1978.
- Ekea P. P. Social exchange theory. The two traditions. Cambridge (Mass.), 1974.